# ALK-hämmare

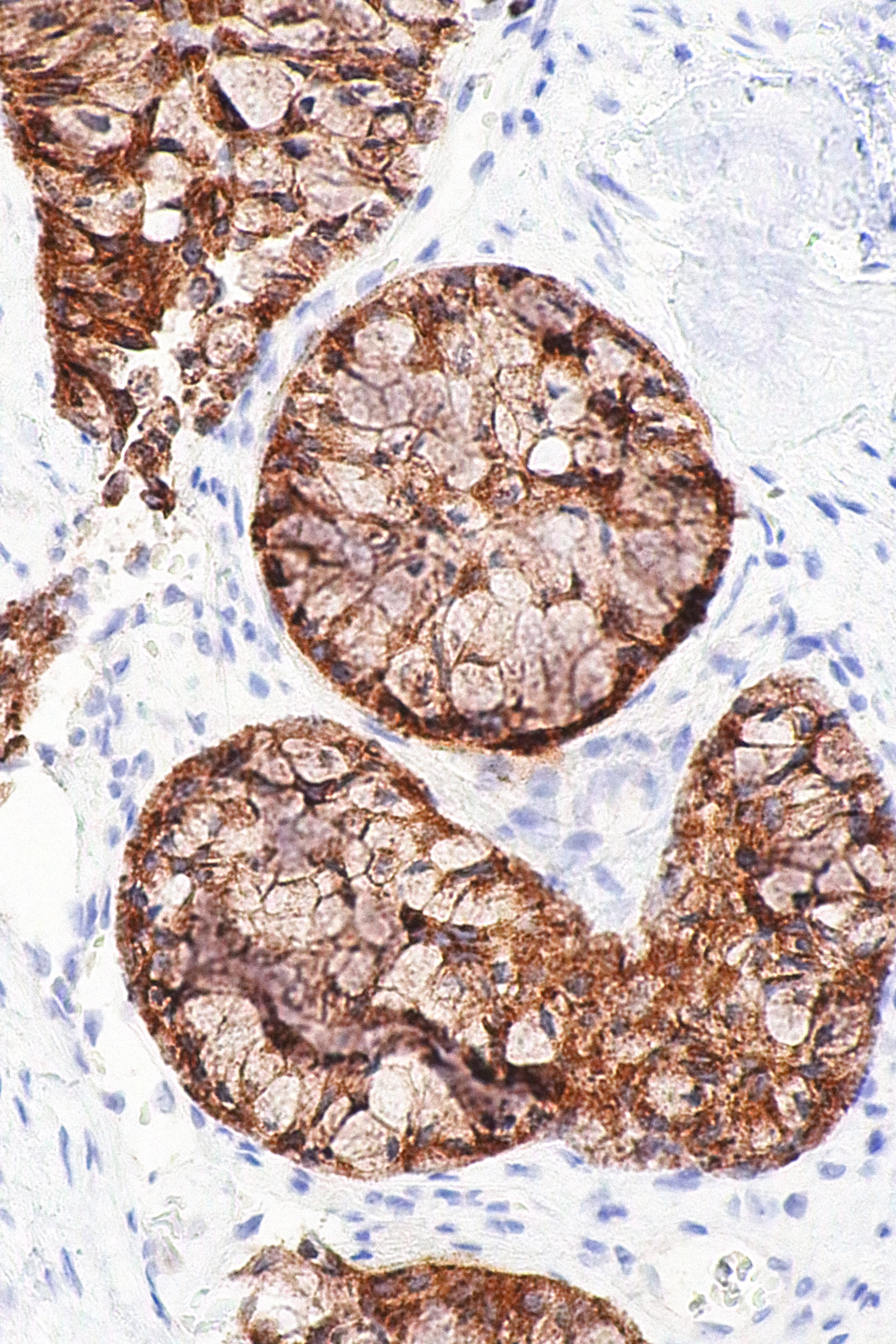
Mikroskopibild av ALK-positiv lungcancer (adenocarcinom).

ALK-hämmare är läkemedel som är verksamma mot cancertumörer vars överlevnad är beroende av Anaplastiskt lymfomkinas (ALK). Läkemedlen tillhör gruppen Tyrosinkinashämmare och kategoriseras i ATC-systemet under L01ED. Den generella  verkningsmekanismen för ALK-hämmarna är att binda till den delen av ALK som tillför energi till enzymets reaktioner genom att bryta ned ATP och på så sätt blockera enzymets aktivitet.